# Voler info magazine
Voler.info est un magazine mensuel numérique gratuit, disponible sur le Web ainsi que sur les tablettes et smartphones via ses applications iOs et Android. 
Il s'adresse aux pilotes de parapente et de paramoteur dans les pays francophones.
Le magazine paraît également dans les langues Anglais, Allemand, Espagnol et Italien sous le nom free.aero.